# Elecciones al Parlamento de Cataluña de 1984
El domingo 29 de abril de 1984 tuvieron lugar las segundas elecciones al Parlamento de Cataluña tras la instauración de la democracia en España, y el restablecimiento de la Generalidad de Cataluña en 1977. Fueron convocadas a votar 4.501.851 personas mayores de 18 años y con derecho a voto en Cataluña. Las elecciones sirvieron para escoger a los 135 parlamentarios de la segunda legislatura democrática. Acudieron a votar 2.892.987 personas, lo que dio una participación del 64,26 por ciento, tres puntos por encima de la participación de cuatro años antes. 
Las elecciones fueron anticipadas veinte días, ya que estaba previsto que se celebraran el sábado 19 de mayo de 1984.
El partido más votado fue, de nuevo, Convergència i Unió que, con 1.346.729 votos (un 46,56 por ciento), obtuvo 72 escaños, 29 más que en las anteriores elecciones, y 31 más que la segunda fuerza política, el Partido de los Socialistas de Cataluña. CiU venció esta vez, por tanto, por mayoría absoluta.
Tras la formación del Parlamento de Cataluña, el candidato de Convergència i Unió, Jordi Pujol, fue investido Presidente de la Generalidad de Cataluña, por segunda vez consecutiva.

## Resultados
| ← Elecciones al Parlamento de Cataluña de 1984 → |                                                                  |                       |           |       |         |     |
| Presidente y gobierno | Partido                                                          | Candidato             | Votos     | %     | Escaños | +/- |
| - Presidente: Jordi Pujol - Gobierno: CiU - Censo: 4.494.340 - Votantes: 2.892.486 (64,36%) - Abstención: 1.601.854 (35,64%) - Válidos: 2.877.516 (99,48%) - A candidatura: 2.863.203 (98,99%) - Escaños: 135 | Convergència i Unió (CiU)                                        | Jordi Pujol           | 1.346.729 | 46,80 | 72a     | +29 |
| - Presidente: Jordi Pujol - Gobierno: CiU - Censo: 4.494.340 - Votantes: 2.892.486 (64,36%) - Abstención: 1.601.854 (35,64%) - Válidos: 2.877.516 (99,48%) - A candidatura: 2.863.203 (98,99%) - Escaños: 135 | Partido de los Socialistas de Cataluña (PSC-PSOE)                | Raimon Obiols         | 866.281   | 30,11 | 41      | +8  |
| - Presidente: Jordi Pujol - Gobierno: CiU - Censo: 4.494.340 - Votantes: 2.892.486 (64,36%) - Abstención: 1.601.854 (35,64%) - Válidos: 2.877.516 (99,48%) - A candidatura: 2.863.203 (98,99%) - Escaños: 135 | Coalición AP-PDP-UL                                              | Eduard Bueno          | 221.601   | 7,70  | 11 b    | +11 |
| - Presidente: Jordi Pujol - Gobierno: CiU - Censo: 4.494.340 - Votantes: 2.892.486 (64,36%) - Abstención: 1.601.854 (35,64%) - Válidos: 2.877.516 (99,48%) - A candidatura: 2.863.203 (98,99%) - Escaños: 135 | Partit Socialista Unificat de Catalunya (PSUC)                   | Antoni Gutiérrez Díaz | 160.581   | 5,58  | 6       | -19 |
| - Presidente: Jordi Pujol - Gobierno: CiU - Censo: 4.494.340 - Votantes: 2.892.486 (64,36%) - Abstención: 1.601.854 (35,64%) - Válidos: 2.877.516 (99,48%) - A candidatura: 2.863.203 (98,99%) - Escaños: 135 | Esquerra Republicana de Catalunya (ERC)                          | Heribert Barrera      | 126.943   | 4,41  | 5       | -9  |
| - Presidente: Jordi Pujol - Gobierno: CiU - Censo: 4.494.340 - Votantes: 2.892.486 (64,36%) - Abstención: 1.601.854 (35,64%) - Válidos: 2.877.516 (99,48%) - A candidatura: 2.863.203 (98,99%) - Escaños: 135 | Partit dels Comunistes de Catalunya (PCC)                        | Pere Ardiaca          | 71.130    | 2,79  | 0       |     |
| - Presidente: Jordi Pujol - Gobierno: CiU - Censo: 4.494.340 - Votantes: 2.892.486 (64,36%) - Abstención: 1.601.854 (35,64%) - Válidos: 2.877.516 (99,48%) - A candidatura: 2.863.203 (98,99%) - Escaños: 135 | Entesa d'Esquerra Catalana (ENTESA-EC)                           | Jordi Carbonell       | 35.945    | 1,26  | 0       |     |
| - Presidente: Jordi Pujol - Gobierno: CiU - Censo: 4.494.340 - Votantes: 2.892.486 (64,36%) - Abstención: 1.601.854 (35,64%) - Válidos: 2.877.516 (99,48%) - A candidatura: 2.863.203 (98,99%) - Escaños: 135 | Vértice Español de Reivindicación y Desarrollo Ecológico (VERDE) | Lluís Domingo         | 8.712     | 0,30  | 0       |     |
| - Presidente: Jordi Pujol - Gobierno: CiU - Censo: 4.494.340 - Votantes: 2.892.486 (64,36%) - Abstención: 1.601.854 (35,64%) - Válidos: 2.877.516 (99,48%) - A candidatura: 2.863.203 (98,99%) - Escaños: 135 | Partit Socialdemòcrata de Catalunya (PSDC)                       |                       | 6.769     | 0,24  | 0       |     |
| - Presidente: Jordi Pujol - Gobierno: CiU - Censo: 4.494.340 - Votantes: 2.892.486 (64,36%) - Abstención: 1.601.854 (35,64%) - Válidos: 2.877.516 (99,48%) - A candidatura: 2.863.203 (98,99%) - Escaños: 135 | Partido Socialista de los Trabajadores (PST)                     |                       | 5.384     | 0,19  | 0       |     |
| - Presidente: Jordi Pujol - Gobierno: CiU - Censo: 4.494.340 - Votantes: 2.892.486 (64,36%) - Abstención: 1.601.854 (35,64%) - Válidos: 2.877.516 (99,48%) - A candidatura: 2.863.203 (98,99%) - Escaños: 135 | Partit Obrer Socialista Internacionalista (POSI)                 |                       | 3.514     | 0,12  | 0       |     |
| - Presidente: Jordi Pujol - Gobierno: CiU - Censo: 4.494.340 - Votantes: 2.892.486 (64,36%) - Abstención: 1.601.854 (35,64%) - Válidos: 2.877.516 (99,48%) - A candidatura: 2.863.203 (98,99%) - Escaños: 135 | Partido de los Obreros Revolucionarios de España (PORE)          |                       | 2.751     | 0,10  | 0       |     |
| - Presidente: Jordi Pujol - Gobierno: CiU - Censo: 4.494.340 - Votantes: 2.892.486 (64,36%) - Abstención: 1.601.854 (35,64%) - Válidos: 2.877.516 (99,48%) - A candidatura: 2.863.203 (98,99%) - Escaños: 135 | Partit Comunista Obrer de Catalunya (PCOC)                       |                       | 2.595     | 0,09  | 0       |     |
| - Presidente: Jordi Pujol - Gobierno: CiU - Censo: 4.494.340 - Votantes: 2.892.486 (64,36%) - Abstención: 1.601.854 (35,64%) - Válidos: 2.877.516 (99,48%) - A candidatura: 2.863.203 (98,99%) - Escaños: 135 | Partit Comunista d'Espanya. Marxista Leninista (PCE (ml))        |                       | 1.835     | 0,06  | 0       |     |
| - Presidente: Jordi Pujol - Gobierno: CiU - Censo: 4.494.340 - Votantes: 2.892.486 (64,36%) - Abstención: 1.601.854 (35,64%) - Válidos: 2.877.516 (99,48%) - A candidatura: 2.863.203 (98,99%) - Escaños: 135 | Liga Comunista Revolucionaria (LCR)                              |                       | 1.729     | 0,06  | 0       |     |
| - Presidente: Jordi Pujol - Gobierno: CiU - Censo: 4.494.340 - Votantes: 2.892.486 (64,36%) - Abstención: 1.601.854 (35,64%) - Válidos: 2.877.516 (99,48%) - A candidatura: 2.863.203 (98,99%) - Escaños: 135 | Partido Español Demócrata (PED)                                  |                       | 1.110     | 0,04  | 0       |     |
| - Presidente: Jordi Pujol - Gobierno: CiU - Censo: 4.494.340 - Votantes: 2.892.486 (64,36%) - Abstención: 1.601.854 (35,64%) - Válidos: 2.877.516 (99,48%) - A candidatura: 2.863.203 (98,99%) - Escaños: 135 | Partit Leidatà (P.LLEIDA)                                        |                       | 856       | 0,03  | 0       |     |
| - Presidente: Jordi Pujol - Gobierno: CiU - Censo: 4.494.340 - Votantes: 2.892.486 (64,36%) - Abstención: 1.601.854 (35,64%) - Válidos: 2.877.516 (99,48%) - A candidatura: 2.863.203 (98,99%) - Escaños: 135 | Unitat d'Aran-Partit Nacionalista Aranés (Pn.Aranés)             |                       | 787       | 0,03  | 0       |     |
| - Presidente: Jordi Pujol - Gobierno: CiU - Censo: 4.494.340 - Votantes: 2.892.486 (64,36%) - Abstención: 1.601.854 (35,64%) - Válidos: 2.877.516 (99,48%) - A candidatura: 2.863.203 (98,99%) - Escaños: 135 | Moviment Comunista de Catalunya (MCC)                            |                       | 164       | 0,01  | 0       |     |
| - Presidente: Jordi Pujol - Gobierno: CiU - Censo: 4.494.340 - Votantes: 2.892.486 (64,36%) - Abstención: 1.601.854 (35,64%) - Válidos: 2.877.516 (99,48%) - A candidatura: 2.863.203 (98,99%) - Escaños: 135 | Centristes de Catalunya-Unión de Centro Democrático (CC-UCD)     |                       | N/A       | N/A   | 0       | -18 |
| - Presidente: Jordi Pujol - Gobierno: CiU - Censo: 4.494.340 - Votantes: 2.892.486 (64,36%) - Abstención: 1.601.854 (35,64%) - Válidos: 2.877.516 (99,48%) - A candidatura: 2.863.203 (98,99%) - Escaños: 135 | Partido Socialista Andaluz-Partido Andaluz (PSA)                 |                       | N/A       | N/A   | 0       | -2  |
| - Presidente: Jordi Pujol - Gobierno: CiU - Censo: 4.494.340 - Votantes: 2.892.486 (64,36%) - Abstención: 1.601.854 (35,64%) - Válidos: 2.877.516 (99,48%) - A candidatura: 2.863.203 (98,99%) - Escaños: 135 | En blanco                                                        |                       | 14.313    | 0,49  | N/A     | N/A |
| - Presidente: Jordi Pujol - Gobierno: CiU - Censo: 4.494.340 - Votantes: 2.892.486 (64,36%) - Abstención: 1.601.854 (35,64%) - Válidos: 2.877.516 (99,48%) - A candidatura: 2.863.203 (98,99%) - Escaños: 135 | Nulos                                                            |                       | 14.970    | 0,52  | N/A     | N/A |

a De ellos 56 de CDC y 16 de UDC.

b De ellos 8 de AP, 2 del PDP y 1 de UL.

## Investidura del presidente de la Generalidad
La votación de investidura del presidente de la Generalidad en el Parlament tuvo el siguiente resultado:
| Candidato         | Fecha                                                   | Voto       |    |    |    |   |   | Total  |
| ----------------- | ------------------------------------------------------- | ---------- | -- | -- | -- | - | - | ------ |
| Jordi Pujol (CiU) | 30 de mayo de 1984 Mayoría requerida: Absoluta (68/135) | Sí         | 72 |    | 11 |   | 4 | 87/135 |
| Jordi Pujol (CiU) | 30 de mayo de 1984 Mayoría requerida: Absoluta (68/135) | No         |    | 38 |    | 6 |   | 44/135 |
| Jordi Pujol (CiU) | 30 de mayo de 1984 Mayoría requerida: Absoluta (68/135) | Abstención |    | 3  |    |   | 1 | 4/135  |